# Platypodia semigranosa
Platypodia semigranosa är en kräftdjursart som först beskrevs av Carl Bartholomäus Heller 1861.  Platypodia semigranosa ingår i släktet Platypodia och familjen Xanthidae. Inga underarter finns listade i Catalogue of Life.